# Ballville
Ballville és una concentració de població designada pel cens dels Estats Units a l'estat d'Ohio. Segons el cens del 2000 tenia 3.255 habitants.

## Demografia
Segons el cens del 2000, Ballville tenia 3.255 habitants, 1.332 habitatges, i 1.008 famílies. La densitat de població era de 458,7 habitants per km².
Dels 1.332 habitatges en un 27,9% hi vivien nens de menys de 18 anys, en un 65% hi vivien parelles casades, en un 7,6% dones solteres, i en un 24,3% no eren unitats familiars. En el 21,7% dels habitatges hi vivien persones soles l'11,4% de les quals corresponia a persones de 65 anys o més que vivien soles. El nombre mitjà de persones vivint en cada habitatge era de 2,42 i el nombre mitjà de persones que vivien en cada família era de 2,8.
Per edats la població es repartia de la següent manera: un 21,8% tenia menys de 18 anys, un 5,7% entre 18 i 24, un 23,3% entre 25 i 44, un 29% de 45 a 60 i un 20,2% 65 anys o més.
L'edat mediana era de 45 anys. Per cada 100 dones de 18 o més anys hi havia 86,7 homes.
La renda mediana per habitatge era de 49.261 $ i la renda mediana per família de 59.063 $. Els homes tenien una renda mediana de 45.547 $ mentre que les dones 31.532 $. La renda per capita de la població era de 29.272 $. Aproximadament el 4,6% de les famílies i el 5,1% de la població estaven per davall del llindar de pobresa.

## Poblacions més properes
El següent diagrama mostra les poblacions més properes.